# 白根町 (横浜市)
白根町（しらねちょう）は、神奈川県横浜市旭区の地名。「丁目」の設定のない単独町名である。住居表示未実施区域。

## 地理
旭区の北東部に位置し、南と西に中白根、東に保土ケ谷区上菅田町、北に緑区白山と接している。全域が市街化調整区域となっており開発は制限されている。

### 字
愛宕、嶋越、鍛冶久保、不動丸、金草沢、五町歩、十六町歩、谷戸、日影山、寺ノ下

## 歴史

### 沿革
- 1939年（昭和14年）1月1日 - 都筑郡都岡村が横浜市に編入され、都岡村大字下白根が横浜市保土ケ谷区下白根町となる[4]。
- 1941年（昭和16年）1月1日 - 下白根町の全域から、白根町を新設する[5]。
- 1959年（昭和34年）4月1日 - 上白根町との境界を変更する[5]。
- 1968年（昭和43年）3月1日 - 白根町の一部を鶴ケ峰二丁目へ編入。川島町の一部を編入[6]。
- 1969年（昭和44年）10月1日 - 保土ケ谷区を再編し、旭区を新設。横浜市旭区白根町となる[7]。
- 1970年（昭和45年）11月10日 - 白根町の一部を一部を鶴ケ峰本町へ編入[8]。
- 1988年（昭和63年）7月25日 - 旭区白根・上白根第一次地区の住居表示の実施に伴い、白根町、鶴ケ峰二丁目、西川島町、川島町、鶴ケ峰本町の一部から白根一丁目〜八丁目を新設し、白根町の一部を鶴ケ峰二丁目、鶴ケ峰本町、西川島町へ編入、川島町との境界を変更する[9]。
- 1989年（平成元年）8月21日 - 旭区白根・上白根第二次地区の住居表示の実施に伴い、上白根町、白根町、緑区寺山町の各一部から上白根一丁目〜二丁目、中白根一丁目〜四丁目を新設する[10]。
- 1990年（平成2年）7月9日 - 緑区白山地区の住居表示の実施に伴い、白根町の一部を緑区白山四丁目に編入し、緑区白山町の一部を編入する[11]。

## 学区
市立小・中学校に通う場合、学区は以下の通りとなる（2024年11月時点）。
| 番・番地等             | 小学校               | 中学校             |
| ---------------------- | -------------------- | ------------------ |
| 851〜1000番地 1027番地 | 横浜市立上白根小学校 | 横浜市立旭北中学校 |

## 事業所
2021年（令和3年）現在の経済センサス調査による事業所数と従業員数は以下の通りである。
| 町丁   | 事業所数 | 従業員数 |
| ------ | -------- | -------- |
| 白根町 | 23事業所 | 591人    |

### 事業者数の変遷
経済センサスによる事業所数の推移。
| 年                 | 事業者数 |
| ------------------ | -------- |
| 2016年（平成28年） | 18       |
| 2021年（令和3年）  | 23       |

### 従業員数の変遷
経済センサスによる従業員数の推移。
| 年                 | 従業員数 |
| ------------------ | -------- |
| 2016年（平成28年） | 440      |
| 2021年（令和3年）  | 591      |

## 施設
- 神奈川中央交通中山営業所

## その他

### 日本郵便
- 郵便番号 : 241-0003[2]（集配局：横浜旭郵便局[15]）

### 警察
町内の警察の管轄区域は以下の通りである。
| 番・番地等 | 警察署   | 交番・駐在所 |
| ---------- | -------- | ------------ |
| 全域       | 旭警察署 | 白根交番     |